# Tales of Phantasia: Narikiri Dungeon
 (octobre 2019).
Si vous disposez d'ouvrages ou d'articles de référence ou si vous connaissez des sites web de qualité traitant du thème abordé ici, merci de compléter l'article en donnant les références utiles à sa vérifiabilité et en les liant à la section « Notes et références ».
Tales of Phantasia: Narikiri Dungeon (テイルズ オブ ファンタジア なりきりダンジョン, Teiruzu obu Fantajia Narikiri Danjon) est un jeu vidéo de rôle développé et édité par la société japonaise Namco sur Game Boy Color en 2000. C'est la première suite dans la série de jeux vidéo de rôle « Tales of ».
L'histoire débute 104 ans après le début de celle de Tales of Phantasia.

## Système de jeu
À cause des limites des possibilités techniques de la Game Boy Color, le jeu utilise un système de combat nommé « Petit LMBS », basé sur le système du « Linear Motion Battle System », système utilisé dans les autres opus de la série. Comme dans le LMBS, le joueur s'emploie uniquement à contrôler un seul personnage, alors que les autres personnages sont contrôlés via l'IA du jeu.

## Tales of Phantasia: Narikiri Dungeon X

Logo du remake paru en 2010.

Développé et édité sur PlayStation Portable le 5 août 2010 au Japon, c'est un remake de la version Game Boy Color.